# Arbeitsgemeinschaft für biblisch erneuerte Theologie

Das Logo der Arbeitsgemeinschaft

Die Schweizerische Arbeitsgemeinschaft für biblisch erneuerte Theologie (AfbeT) ist ein Verein evangelischer Theologen in der Deutschschweiz. Der Verein mit Sitz in Zürich wurde 1982 gegründet, mit dem Zweck, „wissenschaftliche Theologie zu fördern, die sich der Heiligen Schrift gegenüber zu besonderer Sorgfalt und Treue verpflichtet weiss.“ Neben theologischen Tagungen fördert sie den theologischen Nachwuchs und vergibt Druckkostenzuschüsse. Der AfbeT gehören Mitglieder aus Landes- und Freikirchen an. 

## Theologische Ausrichtung
Der Verein bekennt sich „zum dreieinen Gott, wie er in der Heiligen Schrift Alten und Neuen Testaments offenbart ist und im Apostolikum und Nicäno-Konstantinopolitanum gerühmt und angebetet wird.“ Die Heilige Schrift gilt – ganz im Sinne des reformatorischen Prinzips des sola scriptura – als die normierende Norm (norma normans) des theologischen Denkens. Sie wird als „Grundlage und Mass aller theologischen Arbeit“ proklamiert.
Der Verein anerkennt zudem ausdrücklich die Glaubensbasis der Fellowship of European Evangelical Theologians (FEET). Somit ist sie dem evangelikalen Flügel des Protestantismus zuzurechnen. Sie grenzte sich besonders in den ersten Jahren ihres Bestehens vom theologischen Liberalismus bzw. von bibelkritischen Positionen ab, distanzierte sich jedoch ebenso von einem theologischen Fundamentalismus. Auch gegenwärtig lehnt sie einen der Bibel gegenüber autonomen Gebrauch der menschlichen Vernunft ab, legt jedoch vermehrt Wert auf konstruktive Diskussionsbeiträge, teils zu mehr ethischen Themen wie z. B. dem Umgang mit Reichtum oder Migration, teils zu mehr theologisch-kirchlichen Themen wie der Trinitätslehre oder der Taufe. Die AfbeT bewegt sich auf den aufklärungskritischen Bahnen von Theologen und Denkern wie Johann Georg Hamann, Adolf Schlatter oder Karl Heim.

## Mitgliedschaft
Mitglied kann werden, wer den Vereinszweck und die Glaubensgrundlagen bejaht und in der Lage ist, die Durchführung der Aufgaben der AfbeT zu fördern, vorzugsweise durch eigene theologische Arbeit.

## Vernetzung
Der Verein steht in freundschaftlicher Verbindung mit der Schweizerischen Evangelischen Allianz (SEA). Er gibt zusammen mit dem Arbeitskreis für evangelikale Theologie in Deutschland (AfeT) das Jahrbuch für Evangelikale Theologie (JETh) heraus. Es bestehen Kontakte zur Fellowship of European Evangelical Theologians (FEET) und zur Theologischen Kommission der Weltweiten Evangelischen Allianz (WEA).